# Adontomerus eriogasteris
Adontomerus eriogasteris är en stekelart som beskrevs av Nikol'skaya 1955. Adontomerus eriogasteris ingår i släktet Adontomerus och familjen gallglanssteklar.
Artens utbredningsområde är Tadzjikistan. Inga underarter finns listade i Catalogue of Life.